# Auasberge

Historische Fotografie der Auasberge

Die Auasberge (auch Auasgebirge oder Awasgebirge, selten englisch Auas Mountains) sind ein rund 50 Kilometer langes Gebirge in Zentralnamibia (südöstlich der Stadt Windhoek gelegen). Die Auasberge sind nur etwa 10 Kilometer breit, die Kammlinie liegt durchschnittlich auf 2000 Meter über dem Meeresspiegel.
Bedeutende Gipfel sind (von West nach Ost): Großherzog-Friedrich-Berg, Kempinskiberg, Kamelberg, Mount Auas (Moltkeblick), Stormberg, Oorlogstein und Auasende. Der höchste Berg der Auasberge ist der Moltkeblick mit 2479 Metern, außerdem höchste Erhebung der Region Khomas.
Östlich schließen die Bismarckberge an die Auasberge an.